# Toonsylvania
Toonsylvania (Alternativtitel: Steven Spielberg presents: Toonsylvania) ist eine US-amerikanische Zeichentrickserie, die zwischen 1998 und 2000 produziert wurde.

## Handlung
Der böse Dr. Frankenstein lebt in einer unheimlichen Burg in „Toonsylvanien“, hoch über dem Trans Fernando Valley und treibt dort sein Unwesen. Außerdem dort leben sein Laborassistent Igor und die von Frankenstein erschaffene Kreatur, das dumpfbackige und liebenswerte Monster Phil. Die drei erleben viele lustige Erlebnisse und Abenteuer und sorgen dafür ab und an für Chaos. Des Weiteren wird die Familie „Deadmen“ gezeigt, welches aus Vater, Mutter und zwei Kindern besteht, die Zombies sind.

## Produktion und Veröffentlichung
Die Serie wurde zwischen 1998 und 2000 von DreamWorks Animation in den Vereinigten Staaten produziert, mit Jeff DeGrandis als Produzent sowie Bill Kopp und Steven Spielberg als Executive Producers. Dabei sind 2 Staffeln mit 21 Folgen entstanden.
Erstmals wurde die Serie am 7. Februar 1998 auf FOX ausgestrahlt. Die deutsche Erstausstrahlung fand am 7. November 2001 auf Hr-fernsehen statt. Weitere Wiederholungen im deutschsprachigen Fernsehen erfolgten auf Das Erste, ORF eins und SF zwei.

## Episodenliste

### Staffel 1
| Folge (gesamt) | Folge (Staffel) | Originaltitel | Originalausstrahlung |
| 1              | 01              | Darla Doily – Demon Doll / The Importance of Being Urnie / Clone or Be Cloned / The Boogeyman’ll Get You Melissa         | 07.02.1998           |
| 2              | 02              | Blind Date of Frankenstein / Football and Other Body Parts / Helium and Hot Air Balloons / Stop Making Ugly Faces        | 14.02.1998           |
| 3              | 03              | Love Potion Number Nein / Attack of the Iguana People / The Big Bang / Teeth for Two                                     | 21.02.1998           |
| 4              | 04              | Baby Human / Earth Vs. Everything / Blunder and Lightning / Little Screetchin Riding Hood                                | 28.02.1998           |
| 5              | 05              | Built for Speed / Captain Beaumarchais’ Fish Flakes / A Kiss Before Dying / Gravity / Go Stand in the Corner, Young Lady | 07.03.1998           |
| 6              | 06              | Spawn of Santa / Dead Hard / Periodic Table of Elements / Don’t Swallow the Seeds, Silly                                 | 14.03.1998           |
| 7              | 07              | Doom With a View / Dead Dog Day Afternoon / Evolution and the Attorney / Here There Be Monsters                          | 28.03.1998           |
| 8              | 08              | Love Hurts / One for Mall and Mall for One / The Brain / Plain as the Nose on Your Face                                  | 04.04.1998           |
| 9              | 09              | Phil Feel Smart / Voodoo Vacation / The Universe / Melissa, Don’t Spoil Your Appetite                                    | 25.04.1998           |
| 10             | 10              | WereGranny / The Lobster of Party Beach / Luck Is Not a Factor / The Screetchy Little Mermaid                            | 02.05.1998           |
| 11             | 11              | Family Plot / A Zombie is Born / Earthquake Boogie / Melissa and The Three Bears                                         | 09.05.1998           |
| 12             | 12              | Phil’s Brain / Jurassic Putt / Bites and Stings / You Keep Bouncing Like That, You’re Gonna Hurt Yourself                | 26.10.1998           |
| 13             | 13              | The Inferior Decorator / Bang! / Parasites / Melissa Screetch, Earth Ambassador                                          | 09.11.1998           |

### Staffel 2
| Folge (gesamt) | Folge (Staffel) | Originaltitel                                                                  | Originalausstrahlung |
| 14             | 01              | Something Weenie This Way Comes / Ideadical Cousins / Melisserella             | 16.11.1998           |
| 15             | 02              | Igor’s Replacement / The Deadman Bunch                                         | 23.11.1998           |
| 16             | 03              | My Fair Monster / The Nosey Face / Shelf Of Brains                             | 30.11.1998           |
| 17             | 04              | The Doomed Odyssey / Attack of the Fifty Footed Woman / Becki with an I        | 07.12.1998           |
| 18             | 05              | The Longest Day / Take Us to Your Liter / Escape from Wet Nurse Island         | 14.12.1998           |
| 19             | 06              | For Your Info-Mation / In Or Out / Melissa Makes A Wish / Madame Olga’s Lament | 21.12.1998           |
| 20             | 07              | Some Weird In Time / Swamp Thingy / A Man Of No Importance                     |                      |
| 21             | 08              | Cyranot / Running of the Bullies / Troop 664 / Igor III                        |                      |